# Traité des sinus du quart de cercle
Le Traité des sinus du quart de cercle est un texte de Blaise Pascal écrit en 1658. 

## Éditions
- « Traité des sinus du quart de cercle », Œuvres de Blaise Pascal. Ouvrages de mathématiques, Lefèvre Paris, 1819  lire en ligne sur Gallica
- Traité des sinus du quart de cercle – suivi d'annexes, Arvensa Editions, 2019  (ISBN 9791027303656)